# Dubbelnamn (förnamn)
Dubbelnamn är en namnkombination som satts samman med antingen bindestreck eller mellanslag. Det kan gälla förnamn eller familjenamn.
Dubbla förnamn av typen Gun-Britt, Britt-Mari, Jan-Erik och Per-Åke kom på modet i Sverige under 1930-talet och var vanliga fram till 1960-talet. De är mer ovanliga bland dagens nyfödda, och om de förekommer är det oftast i en mer modern tolkning vilket anses vara Carl-Johan, Carl-Fredrik, Carl-Gustaf med mera. Sedvänjan är ännu livaktig i bland annat Norge, Tyskland och Nederländerna. 
Dubbelnamn är mer sällsynt i andra länder. Där förekommer ofta att man i officiella handlingar sätter bindestreck mellan förnamn utan att de egentligen är dubbelnamn i vanlig svensk bemärkelse. De är ett antal förnamn som personen har och strecket mellan står för att skilja dessa namn från efternamnet, som till exempel Ivan-Paul-Isac Erder. I detta fall har inte personen i fråga ett trippelnamn, utan han har Ivan som tilltalsnamn och två andra dopnamn, Paul och Isac samt ett efternamn, Erder.  
Inom den svenska monarkin är dubbelnamn vanligt speciellt bland de manliga medlemmarna: Carl Johan, Carl Gustaf, Carl Philip, Gustaf Adolf etc. Om mannen är tronföljare kommer regentnumret att infogas mellan namnen: Carl XVI Gustaf och Gustaf II Adolf. Prins Carl Philip, om han fått bibehålla sin ställning och titel som kronprins hade till exempel som kung blivit Carl XVII Philip.
Ett dubbelnamn uttalas med så kallad sammanfattningsaccent.